# Abryna metallica
Abryna metallica là một loài bọ cánh cứng trong họ Cerambycidae.